# Lijst van personages uit De Kronieken van Narnia
Dit is een lijst van personages uit De Kronieken van Narnia.

## A
- Aravis
- Argoz, Heer
- Aslan

## B
- Bern, Heer
- Bevers
- Brie

## C
- Caspian I
- Caspian IX
- Caspian X
- Chili
- Coor (eerder Shasta)
- Corin
- Cornelius, Doctor

## D
- Dochter van Ramandoe (heeft van C.S. Lewis nooit een naam gekregen, maar heet in de film versie Lilliandil)
- Draaier
- Drinian, Kapitein

## E
- Emeth

## F
- Frank, Koning

## G
- Glimveer

## H
- Helena, Koningin

## J
- Jadis (later Witte Heks)
- Juweel

## K
- Ketterley, Andreas
- Ketterley, Letty
- Kirke, Digory
- Kirke, Mabel
- Koningin van Onderland (Vrouwe met het Groene Gewaad)

## L
- Lasaraline
- Lune, Koning

## M
- MacReddy, Mevrouw
- Maugrim
- Mavramorn, Heer
- Miraz

## N
- Nikabrik

## O
- Octesian, Heer

## P
- Pevensie, Edmund
- Pevensie, Lucy
- Pevensie, Peter
- Pevensie, Susan
- Plummer, Polly
- Ponkin
- Pool, Jill
- Puddelglum
- Puzzel

## R
- Rabadash, Prins
- Ramandoe
- Restimar, Heer
- Revilian, Heer
- Rhoep, Heer
- Rilian
- Rippertjiep
- Rishda
- Rumbelbuffin, Reus
- Runewijs

## S
- Schreutel, Eustaas
- Shasta (later Coor)
- Strobloem (later Wiek)
- Scherpzicht

## T
- Tash
- Tirian
- Trompoen
- Truffeljager
- Tumnus

## V
- Vrouwe met het Groene Gewaad (Koningin van Onderland)

## W
- Winne
- Wiek (eerder Strobloem)
- Witte Heks (eerder Jadis)